# Wendy Davis (Politikerin)

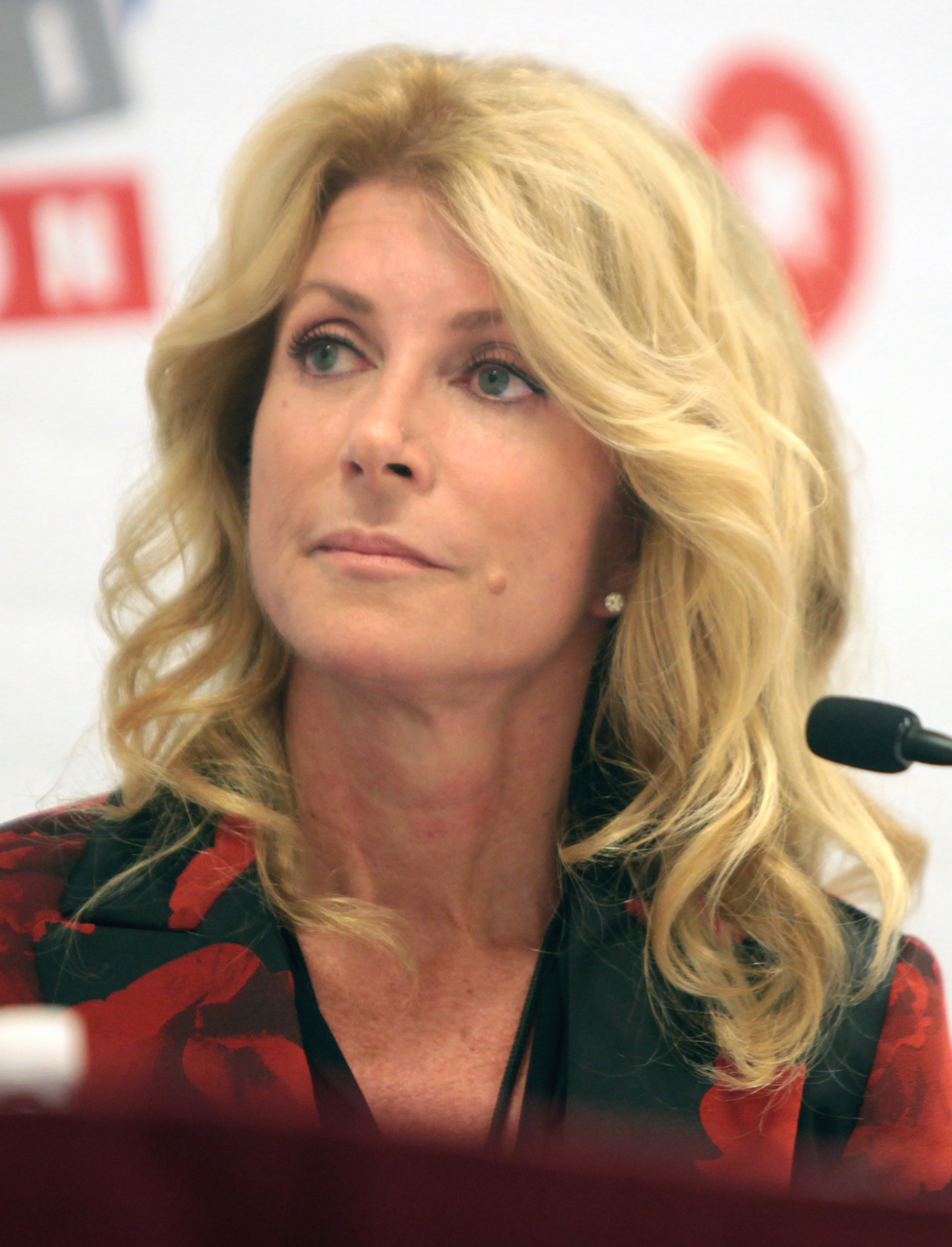
Wendy Davis (2016)

Wendy Russell Davis (* 16. Mai 1963 in Fort Worth) ist eine amerikanische Politikerin der Demokratischen Partei. Von 2009 bis 2015 vertrat sie den 10. Wahlbezirk im Senat von Texas und wurde 2013 bekannt, als sie eine zwölfstündige Rede hielt, um ein Gesetz zur Einschränkung von Schwangerschaftsabbrüchen zu verhindern. 2014 unterlag sie bei der Gouverneurswahl dem Republikaner Greg Abbott. In der Wahl zum US-Repräsentantenhaus 2020 unterlag sie im 21. Kongresswahlbezirk von Texas dem Republikaner Chip Roy.

## Familie, Ausbildung und Beruf
Wendy Davis wurde in Fort Worth in Texas geboren. Ihr Vater Jerry Russell war ein Handelsvertreter des National Cash Register und verfolgte den Traum, Schauspieler zu werden. Ihre Mutter verfügte über keinen sekundären Schulabschluss. Die Familie zog über Rhode Island, New York, Kalifornien und Oklahoma zurück nach Texas, als Davis zehn  Jahre alt war. Der Vater verließ die Familie, als sie elf war, und gründete das Non-Profit-Theater Stage West, weshalb er bald darauf keinen Unterhalt mehr zahlen konnte. Wendy Davis begann daraufhin Zeitungen auszutragen und später zu kellnern, um ihre alleinerziehende Mutter und drei Geschwister zu unterstützen. 1981 schloss sie die Richmond High School als Mitglied der National Honor Society ab.
Mit 18 Jahren wurde Davis schwanger und heiratete den Bauarbeiter Frank Underwood, trennte sich mit 19 und ließ sich mit 21 Jahren scheiden. Ihre Tochter erzog sie zunächst allein und lebte in den ersten Monaten in einer Wohnwagensiedlung, während sie in einer Kinderarztpraxis und im Theatercafé ihres Vaters arbeitete und das Tarrant County Community College besuchte. Sie heiratete 1987 den Rechtsanwalt und früheren Stadtrat Jeff Davis, mit dem sie eine zweite Tochter hat. Die Kinder zog ihr Ehemann während ihrer Ausbildung weitgehend auf, 2005 ließen sie sich scheiden. Die familiären Umstände wurden im Gouverneurswahlkampf 2014 Thema; Davis wurde vorgeworfen, Fakten verdreht zu haben. Als erste in ihrer Familie erreichte sie einen College-Abschluss. Davis erwarb 1990 den Bachelorgrad in Englisch an der Texas Christian University und setzte ihr Studium an der Harvard Law School fort, an der sie 1993 den Juris Doctor erhielt. Danach begann Davis im Markt für Rechtstitelversicherungen zu arbeiten, bevor sie sich als Rechtsanwältin selbstständig machte. In ihrer Gemeinschaftskanzlei arbeitete sie an öffentlichen Rechtssachen, im Immobilien- und Vertragsrecht.

## Politische Laufbahn
Erstmals engagierte sich Davis Anfang der 1990er Jahre politisch, als sie sich gegen eine Erweiterung des Zoos von Fort Worth einsetzte, der Grünflächen in Parkplätze umgewandelt hätte. Dieses Thema verfolgte sie auch 1996, als sie sich erstmals für einen Sitz im Stadtrat von Fort Worth bewarb, dem formell parteiunabhängige Mitglieder angehören. Sie unterlag mit 90 Stimmen Rückstand und verklagte erfolglos die örtliche Zeitung wegen deren in ihren Augen unfairer Berichterstattung. 1999 siegte sie im selben Wahlkreis 9, der sowohl wohlhabende als auch extrem arme Viertel umfasste, und gehörte dem Gremium von 1999 bis 2008 an. Zuletzt wurde sie 2003 im Innenstadtwahlkreis 9 mit über 68 Prozent der Stimmen gewählt. Dort setzte sie sich für die ökonomische Entwicklung von Stadtteilen ein und wurde als mutig und pragmatisch beschrieben. Unter anderem setzte sie Ölförderunternehmen unter Druck, die ihrer Ansicht nach zu hohe Preise für Grundstücke verlangten, und lehnte als einziges Mitglied des Stadtrats das – sehr populäre – Einfrieren der Grunderwerbssteuer für Senioren ab. Zugleich knüpfte sie Beziehungen zu Immobilienentwicklern und Geschäftsleuten und setzte sich für Public-Private-Partnerships ein, was in der politischen Linken auf Widerstand stieß. 1996, 1998 und 2006 hatte sie in den Vorwahlen der Republikaner abgestimmt.

### Staatssenat
Im Jahr 2008 wurde Davis im 10. Wahlbezirk in den Senat von Texas gewählt. Ihr Wahlbezirk umfasst den Südteil von Fort Worth und dessen Vorstädten (Tarrant County) und ist strukturell republikanisch geneigt. Sie besiegte den republikanischen Mandatsinhaber Kim Brimer mit 49,9 zu 47,6 Prozent der Stimmen. 2012 wurde sie gegen den bisherigen republikanischen Staatsabgeordneten Mark M. Shelton mit 51,1 zu 48,9 Prozent für eine weitere vierjährige Mandatszeit bestätigt, nachdem der Plan der regierenden Republikaner, Davis’ Bezirk durch Gerrymandering deutlich konservativer umzuformen, gerichtlich untersagt worden war. 2011 setzte sie das Instrument des Filibuster erfolgreich gegen einen Haushaltsentwurf ein, der aus ihrer Sicht zu wenig öffentliche Mittel für Schulen enthielt. Die republikanische Mehrheit im Staatssenat entzog ihr daraufhin den Sitz im Bildungsausschuss. Ihre gesetzgeberische Arbeit umfasste so unterschiedliche Bereiche wie Krebsvorsorge, Kurzzeitkredite, Schutz vor sexueller Gewalt und Behördentransparenz.
Als die Republikaner in Texas ein Gesetz vorlegten, das Schwangerschaftsabbruch nach der 20. Woche verbietet, hielt sie im März 2013 im Senat von Texas eine weitere fast zwölfstündige Filibuster-Rede, um den Beschluss zu verzögern. Die Rede erhielt weltweit Aufmerksamkeit; der Twitter-Hashtag #StandWithWendy erreichte währenddessen stündlich über 100.000 Nennungen. Die plötzlich bekannte Davis wurde für höhere Ämter ins Gespräch gebracht.

### Gouverneurskandidatur 2014

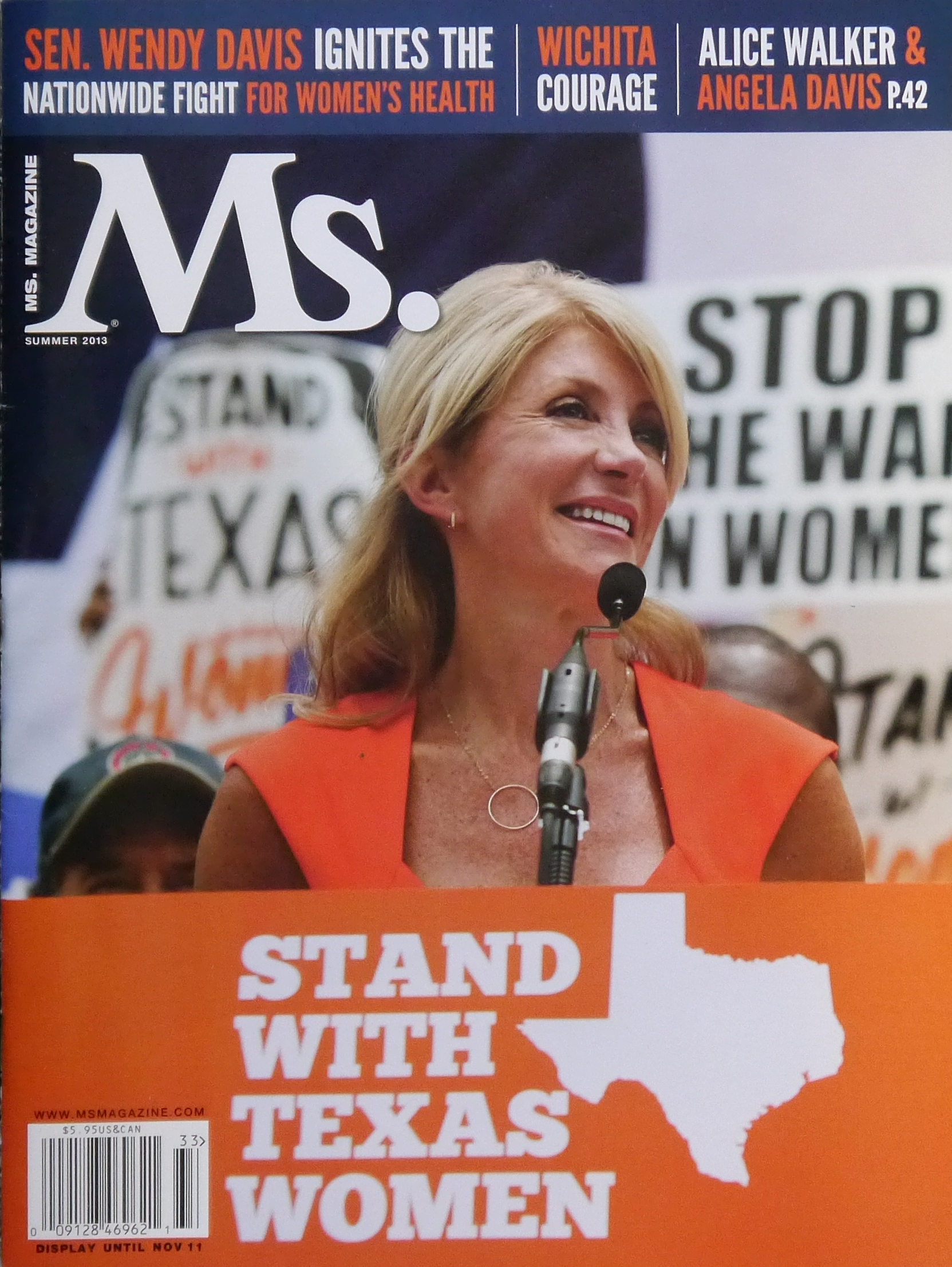
Wendy Davis auf dem Titelblatt des Ms. Magazine im Sommer 2013

Davis kündigte im September 2013 ihre Kandidatur als Gouverneurin von Texas an, nachdem sie bereits zuvor als Kandidatin gehandelt worden war. Am 4. März 2014 gewann sie die parteiinterne Vorwahl der Demokraten mit 79 Prozent. Am 4. November 2014 verlor sie jedoch mit 39 zu 59 Prozent der Stimmen gegen den Republikaner Greg Abbott, den bisherigen Attorney General von Texas.
Anschließend zog sie nach Austin und gründete im März 2016 die Non-Profit-Organisation Deeds Not Words, die sich für gleiche Rechte insbesondere junger Frauen einsetzt. Sie gab ihre Anwaltstätigkeit auf und verdient ihren Unterhalt durch Auftritte und Reden. Ihr Lebensgefährte Alan Schoenbaum ist ein pensionierter Rechtsanwalt, der die Finanzen ihres Gouverneurswahlkampfs leitete. Seit 2017 ist eine Verfilmung von Davis’ Filibuster-Auftritt geplant; sie soll von Sandra Bullock verkörpert werden. Davis engagierte sich weiter für Kandidaten der Demokraten und hielt sich eine politische Kandidatur offen.

### Kongresskandidatur 2020
Im Juli 2019 gab Davis bekannt, erstmals nach ihrer Gouverneurskandidatur 2014 wieder bei einer politischen Wahl zu kandidieren. Sie bewarb sich um die Nominierung der Demokraten für das US-Repräsentantenhaus im 21. Kongresswahlbezirk von Texas, der das ländliche Zentrum des Bundesstaats sowie den Norden von San Antonio und den Süden von Austin umfasst. Mandatsinhaber ist der Republikaner Chip Roy, der den Wahlkreis bei der Wahl 2018 erstmals und knapp mit 2,6 Prozentpunkten Vorsprung gewonnen hatte. Sein Vorgänger Lamar Smith hatte den Wahlkreis 2016 mit 21 Prozentpunkten Vorsprung gewonnen, während Davis bei ihrer Gouverneurskandidatur 2014 dort 20 Prozentpunkte im Rückstand gelegen hatte. Inside Elections hielt im Juli 2019 einen Wahlsieg des Republikaners für wahrscheinlich (likely). Chip Roy erreichte 2020 52,0 Prozent und Wendy Davis	bekam 45,4 Prozent der Stimmen.

## Politische Positionen
Davis setzt sich gegen Kürzungen der Bildungsausgaben ein und ist Befürworterin des Rechts auf Abtreibung (Pro-Choice).